# آلفونس ده وینتر
آلفونس ده وینتر (انگلیسی: Alfons De Winter; ۱۲ سپتامبر ۱۹۰۸ – ۷ ژوئیهٔ ۱۹۹۷) بازیکن فوتبال اهل بلژیک بود.
وی همچنین در تیم ملی فوتبال بلژیک بازی کرده‌است.